# Zatybrze
Zatybrze (wł. Trastevere) – rione, jedno z dwudziestu dwóch rioni Rzymu, tradycyjnych jednostek podziału administracyjnego miasta, dotyczącego części wewnątrz murów aureliańskich (z niewielkimi wyjątkami). Stanowi część gminy Municipio Roma I. Zatybrze to część Rzymu położona na prawym, zachodnim, brzegu Tybru. W czasach starożytnych była zamieszkiwana przez najuboższych. W 64 roku, za czasów Nerona, Zatybrze nie zostało zniszczone w czasie Wielkiego Pożaru Rzymu, ponieważ było oddzielone rzeką od głównej części miasta. Uznawane jest za najstarszą część Rzymu. 

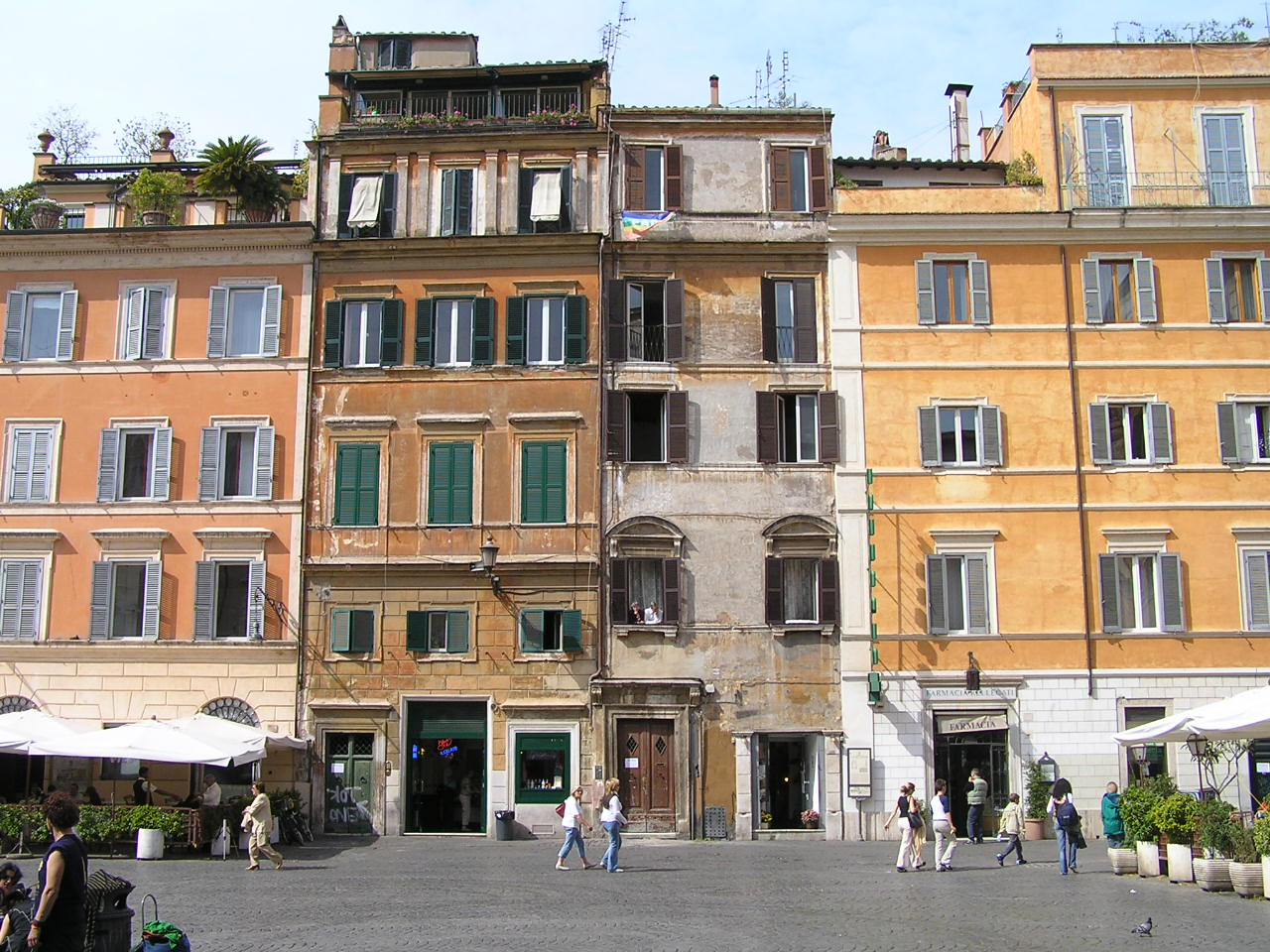
Plac św. Marii na Zatybrzu

Współcześnie Zatybrze ma powierzchnię 1,8 km², a w 2015 zamieszkiwało je 18 834 mieszkańców.
Historyczny numer dzielnicy to R. XIII.